# Wrocławska Orkiestra Barokowa
Wrocławska Orkiestra Barokowa – wchodząca w skład Narodowego Forum Muzyki, jest jedynym w Polsce zespołem działającym przy instytucji kultury grającym na instrumentach historycznych. Zespół założony w 2006 roku przez Andrzeja Kosendiaka jest od początku prowadzony przez wiolonczelistę, Jarosława Thiela.
Repertuar orkiestry obejmuje utwory od wczesnego baroku do początku romantyzmu, od kompozycji kameralnych po wielkie dzieła oratoryjne. Zespół miał okazję współpracować z najlepszymi dyrygentami, takimi jak: Giovanni Antonini, Philippe Herreweghe, Jaap ter Linden, Andrew Parrott, Paul McCreesh, Peter Van Heyghen, Laurence Cummings, Claudio Cavina, Benjamin Bayl, Andreas Spering, Christian Curnyn, czy Rubén Dubrovsky. Występuje ze sławami sceny muzyki dawnej – gośćmi zespołu byli, m.in.: Collegium Vocale Gent, Simone Kermes, Olga Pasiecznik, Renata Pokupič, Julija Leżniewa, Nicholas Mulroy, Daniel Taylor, Barbara Maria Willi, Aleksandra Kurzak, Nico van der Meel, Cantus Cölln, Taverner Consort. Koncerty zespołu były transmitowane przez rozgłośnie radiowe na całym kontynencie w ramach European Broadcasting Union.
Orkiestra jest zapraszana na cenione festiwale, m.in.: Międzynarodowy Festiwal Wratislavia Cantans, Międzynarodowy Festiwal „Mozartiana”, Wielkanocny Festiwal Ludwiga van Beethovena, Festiwal Uckermärkische Musikwochen, Mazovia Goes Baroque, Poznań Baroque, Concentus Moraviae, Musikfest Erzgebirge, Tage Alter Musik in Herne.
Wrocławska Orkiestra Barokowa ma w swoim dorobku kilka płyt CD, z których album Koželuh, Rejcha, Voříšek – Symfonie zdobył nagrodę Fryderyk 2011. Album Bella mia fiamma… Arie koncertowe Mozarta nagrany z wybitną sopranistką Olgą Pasiecznik uzyskał pięć Kamertonów – prestiżowe wyróżnienie opiniotwórczego magazynu „Diapason” – oraz nominację do nagrody Fryderyk 2013.